# Amerikaans voetbalkampioenschap 1990
In 1990 werd het vierde seizoen van de Lone Star Soccer Alliance gespeeld. Oklahoma City Spirit werd kampioen.

## Lone Star Soccer Alliance

### Wijzigingen
Nieuwe teams
- Oklahoma City Spirit
- Wichita Blue

### Eindstand
| Plaats | Northern Division    | Wed. | W | G | V | DV | DT | Ptn |
| ------ | -------------------- | ---- | - | - | - | -- | -- | --- |
| 1.     | FC Dallas            | 10   | 8 | 1 | 1 | 26 | 6  | 17  |
| 2.     | Oklahoma City Spirit | 10   | 6 | 0 | 4 | 22 | 17 | 12  |
| 3.     | Wichita Falls Fever  | 10   | 6 | 0 | 4 | 19 | 14 | 12  |
| 4.     | Wichita Blue         | 10   | 1 | 0 | 9 | 8  | 30 | 2   |
| Plaats | Southern Division    | Wed. | W | G | V | DV | DT | Ptn |
| 1.     | San Antonio Alamo    | 10   | 5 | 1 | 4 | 18 | 17 | 11  |
| 2.     | Austin Thunder       | 10   | 5 | 0 | 5 | 16 | 9  | 10  |
| 3.     | Houston Alianza      | 10   | 4 | 0 | 6 | 10 | 16 | 8   |
| 4.     | Houston Dynamos      | 10   | 4 | 0 | 6 | 9  | 17 | 8   |

### Playoffs
| Halve Finale         | Halve Finale      | Halve Finale |
| Team 1               | Team 2            | Uitslag      |
| -------------------- | ----------------- | ------------ |
| FC Dallas            | Austin Thunder    | 2-0          |
| Oklahoma City Spirit | San Antonio Alamo | 2-1          |
| Finale               |                   |              |
| Team 1               | Team 2            | Uitslag      |
| Oklahoma City Spirit | FC Dallas         | 3-0          |